# Фрунтешти (Бакау)
Фрунтешти (рум. Fruntești) насеље је у Румунији у округу Бакау у општини Филипени. Oпштина се налази на надморској висини од 193 m.

## Становништво
Према подацима из 2002. године у насељу је живело 422 становника, од којих су сви румунске националности.